# Енжиевский, Андрей Андреевич
Андрей Андреевич Енжиевский (1908-1991) — младший лейтенант Советской Армии, участник Великой Отечественной войны, Герой Советского Союза (1943).

## Биография
Андрей Енжиевский родился 13 (по новому стилю — 26) октября 1908 года на хуторе Водораздел (ныне — село в Андроповском районе Ставропольского края). Получил начальное образование, после чего работал путевым рабочим Северо-Кавказской железной дороги. В апреле 1943 года Енжиевский был призван на службу в Рабоче-крестьянскую Красную Армию. С июля того же года — на фронтах Великой Отечественной войны. Принимал участие в боях на Южном, 4-м Украинском и 1-м Белорусском фронтах. К октябрю 1943 года младший сержант Андрей Енжиевский был наводчиком орудия 492-й истребительно-противотанковой артиллерийской бригады 51-й армии Южного фронта. Отличился во время Мелитопольской операции.
17 октября 1943 года, когда погиб командир орудия, Енжиевский заменил его собой и вместе со вторым номером расчёта подбил два немецких танка и заставил остальные машины повернуть обратно. Один из подбитых танков продолжил вести огонь, выведя орудие Енжиевского из строя. Енжиевский подобрался к танку поближе и поджёг его бутылкой с зажигательной смесью, а затем уничтожил его экипаж автоматным огнём.
Указом Президиума Верховного Совета СССР от 1 ноября 1943 года за «мужество, отвагу и героизм, проявленные в борьбе с немецкими захватчиками» младший сержант Андрей Енжиевский был удостоен высокого звания Героя Советского Союза с вручением ордена Ленина и медали «Золотая Звезда» за номером 2811.
В дальнейшем окончил курсы младших лейтенантов в Бресте. Командуя огневым взводом своего полка, участвовал в штурме Берлина. В 1946 году Енжиевский был уволен в запас. Проживал в станице Преградная Урупского района Карачаево-Черкесской АО, работал заведующим складом вторсырья, позднее переехал в село Витязево Анапского района Краснодарского края. Скончался 22 февраля 1991 года, похоронен в Витязево.
Был также награждён орденами Александра Невского и Отечественной войны 1-й степени, рядом медалей.